# もうラブソングは歌えない
『もうラブソングは歌えない』（もうラブソングはうたえない）は、2020年8月8日から8月10日まで東京国際フォーラム ホールCで上演された朗読劇。各タイトル、出演者、脚本、演出は#上演演目を参照。「男女の距離」を主要テーマに気鋭の作家たちが創り上げた脚本を基に、男女の二人芝居による朗読劇が1日2本立てで上演された。なお、舞台上演に加えてライブ配信とアーカイブ配信も同時に行われた。

## 公演期間と公演場所
- 2020年8月8日 - 8月10日　東京国際フォーラム ホールC

## 上演演目
| # | タイトル                                              | ペア（男性 × 女性）                                                | 脚本       | 演出       | 備考                                                                          |
| - | ----------------------------------------------------- | ------------------------------------------------------------------ | ---------- | ---------- | ----------------------------------------------------------------------------- |
| 1 | ひとりのふたり                                        | 佐々木蔵之介 × 小池栄子 勝村政信 × 木村多江                        | 大島里美   | 石井康晴   | 演奏： 加藤真一（コントラバス） 黒川紗栄子（クラリネット） 田中庸介（ギター） |
| 2 | カラマツのように君を愛す 〜小説「しあわせのパン」より | 稲垣吾郎 × 門脇麦                                                  | 三島有紀子 | 三島有紀子 | 振付：平原慎太郎                                                              |
| 3 | 大島夫妻のこと                                        | 三宅弘城 × りょう マキタスポーツ × YOU 中尾明慶 × 平岩紙           | 足立紳     | 足立紳     |                                                                               |
| 4 | Re:（アールイー）                                     | 田中俊介 × 大塚千弘 松本利夫(EXILE) × 野波麻帆 古川雄大 × 葵わかな | 土田英生   | 土田英生   |                                                                               |

## 公演日程
参照：
| 公演日  | 開演時間 | タイトル                 | ペア                        |
| ------- | -------- | ------------------------ | --------------------------- |
| 8月08日 | 12:30    | 大山夫妻のこと           | 三宅弘城 × りょう           |
| 8月08日 | 12:30    | Re:                      | 田中俊介 × 大塚千弘         |
| 8月08日 | 17:00    | カラマツのように君を愛す | 稲垣吾郎 × 門脇麦           |
| 8月08日 | 17:00    | 大山夫妻のこと           | マキタスポーツ × YOU        |
| 8月09日 | 12:30    | Re:                      | 松本利夫（EXILE）× 野波麻帆 |
| 8月09日 | 12:30    | ひとりのふたり           | 佐々木蔵之介 × 小池栄子     |
| 8月09日 | 17:00    | カラマツのように君を愛す | 稲垣吾郎 × 門脇麦           |
| 8月09日 | 17:00    | ひとりのふたり           | 佐々木蔵之介 × 小池栄子     |
| 8月10日 | 12:30    | ひとりのふたり           | 勝村政信 × 木村多江         |
| 8月10日 | 12:30    | Re:                      | 古川雄大 × 葵わかな         |
| 8月10日 | 17:00    | 大山夫妻のこと           | 中尾明慶 × 平岩紙           |
| 8月10日 | 17:00    | Re:                      | 古川雄大 × 葵わかな         |

## あらすじ
参照：
ひとりのふたり
音楽教室で出会った独身男女、もどかしい恋の20年の物語。
カラマツのように君を愛す〜小説「しあわせのパン」より
生きづらさを抱えた男女が、北海道を舞台に心を少しずつ通わせていく。
大山夫妻のこと
しがない脚本家の夫と元売れない女優の妻のセックスレスを巡る幾夜かの出来事。
Re:（アールイー）
間違いメールから始まった10年に及ぶ愛の軌跡。

## スタッフ
- 美術 - 片平圭衣子
- 照明 - 吉川ひろ子
- 音楽 - 奥村健介
- 音響 - 今村大志
- 映像 - ムーチョ村松
- 衣裳 - 牧野iwao純子
- ヘアメイク - 藍野律子
- 演出補佐 - 目黒啓太
- 舞台監督 - 山下翼
- プロデューサー - 高成麻畝子
- 企画・製作・主催 - TBS

## テレビ放送
2021年2・3月、CS TBSチャンネル1で公演が放送された。出演者以外のスタッフは上記参照。
- Re:（アールイー）
  - 2月9日（23:00-24:10）出演：松本利夫、野波麻帆
  - 2月11日（23:00-24:10）出演：古川雄大、葵わかな
  - 2月12日（23:00-24:10）出演：田中俊介、大塚千弘

- 大山夫妻のこと
  - 2月10日（0:10-1:00）（9日深夜（24:10-25:00））出演：マキタスポーツ、YOU
  - 2月11日（0:00:0:50）（10日深夜（24:00-24:50））出演：中尾明慶、平岩紙
  - 2月12日（0:10-1:00）（11日深夜（24:10-25:00））出演：三宅弘城、りょう

- ひとりのふたり
  - 2月10日（23:00-24:00）出演：勝村政信、木村多江
  - 2月13日（0:10-1:10）（12日深夜（24:10-25:10））出演：佐々木蔵之介、小池栄子

- カラマツのように君を愛す～小説『しあわせのパン』より
  - 3月6日（21:00-22:20）出演：稲垣吾郎、門脇麦